# Skulpturenweg Gouda

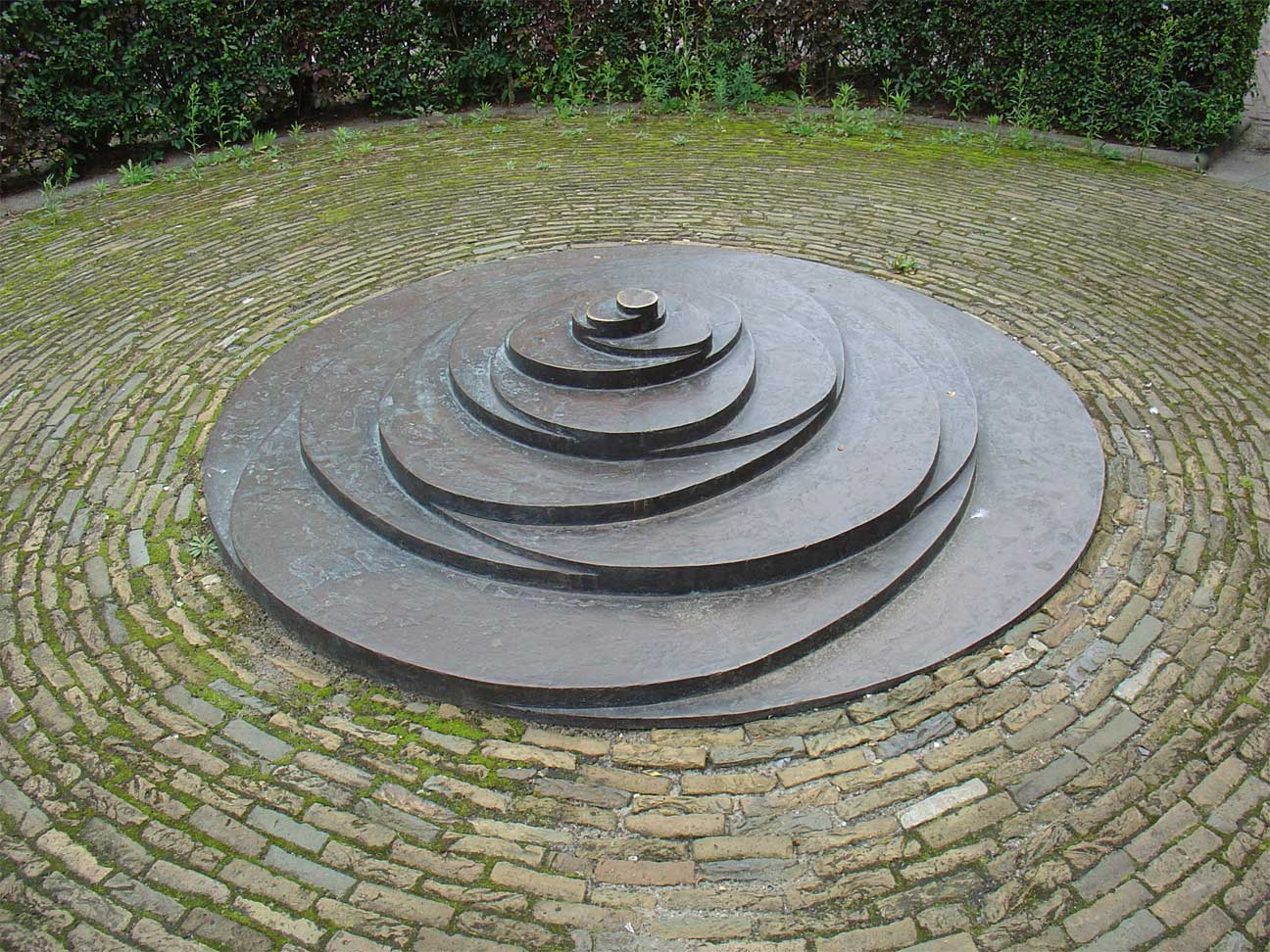
Phyllotaxis von Sjoerd Buisman

Der Skulpturenweg in Gouda (niederländisch Goudse beeldenroute) ist ein Skulpturenweg, der in den letzten 20 Jahren in Gouda in den Niederlanden entstand.
1988 wurde eine Stiftung in Gouda gegründet, deren Stiftungsgelder ausschließlich für den Erwerb von Bildhauerwerken in der Stadt zu verwenden waren. Elf Bildhauer wurden aufgefordert Werke zu schaffen, die entlang der vier Singels (deutsch: Ringwälle) aufgestellt wurden: Turfsingel, Kattensingel, Blekerssingel und Fluwelensingel. Das erste Bildhauerwerk, das auf dem Skulpturenweg aufgestellt wurde, war Vanitas von David van de Kop im Jahr 1990 und das letzte aufgestellte Werk war von Frank Mandersloot im Jahr 1996.

## Werke
- David van de Kop – Vanitas (1990) – Turfsingel
- Sjoerd Buisman – Phyllotaxis (1991) – Korte Vest
- Steef Roothaan - Kat (1991) – Fluwelensingel
- Roberto Ruggiu – Ohne Titel (1991) – Houtmansplantsoen
- Louise Schouwenberg – Vita (1991) – Houtmansplantsoen
- Karien Vervoort – Ohne Titel (1991) – Houtmanspad (auf dem Nieuwe Markt aufgestellt)
- Eduard Wind – Le coeur à ses raisons que la raison ne connait pas (1991) – Hof van Jansenius
- Sjaak van Rhijn – Ohne Titel (1992) – Mallegatsluis
- Arjanne van der Spek – Ohne Titel (1993) – Houtenstraat/Vest
- Hans Tutert – Een laatste confrontatie (eine letzte Konfrontation), (1993) – Mallegatsluis
- Frank Mandersloot – Ohne Titel (1996) – Houtmansplantsoen

## Fotogalerie

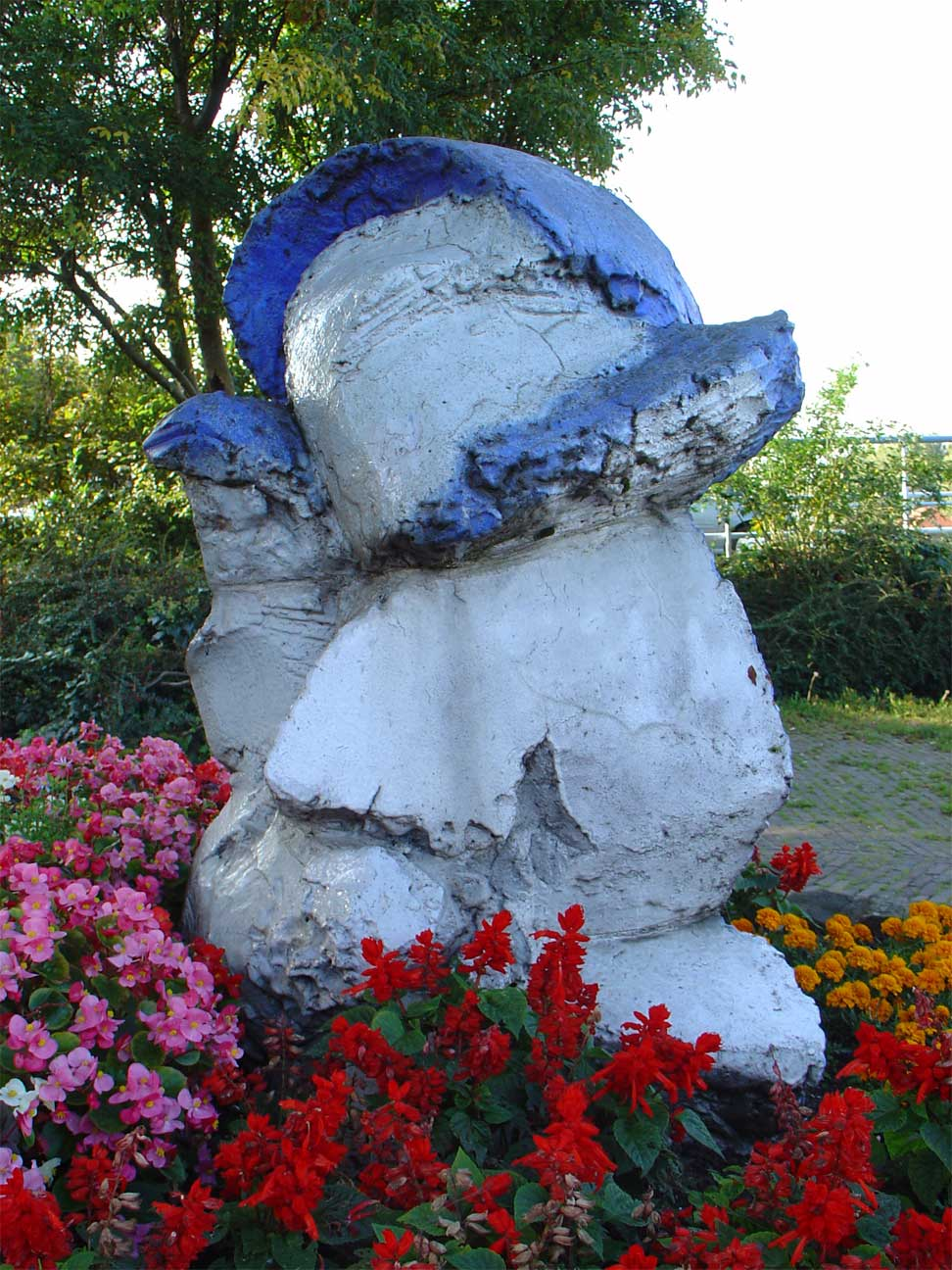
Vanitas – David van de Kop
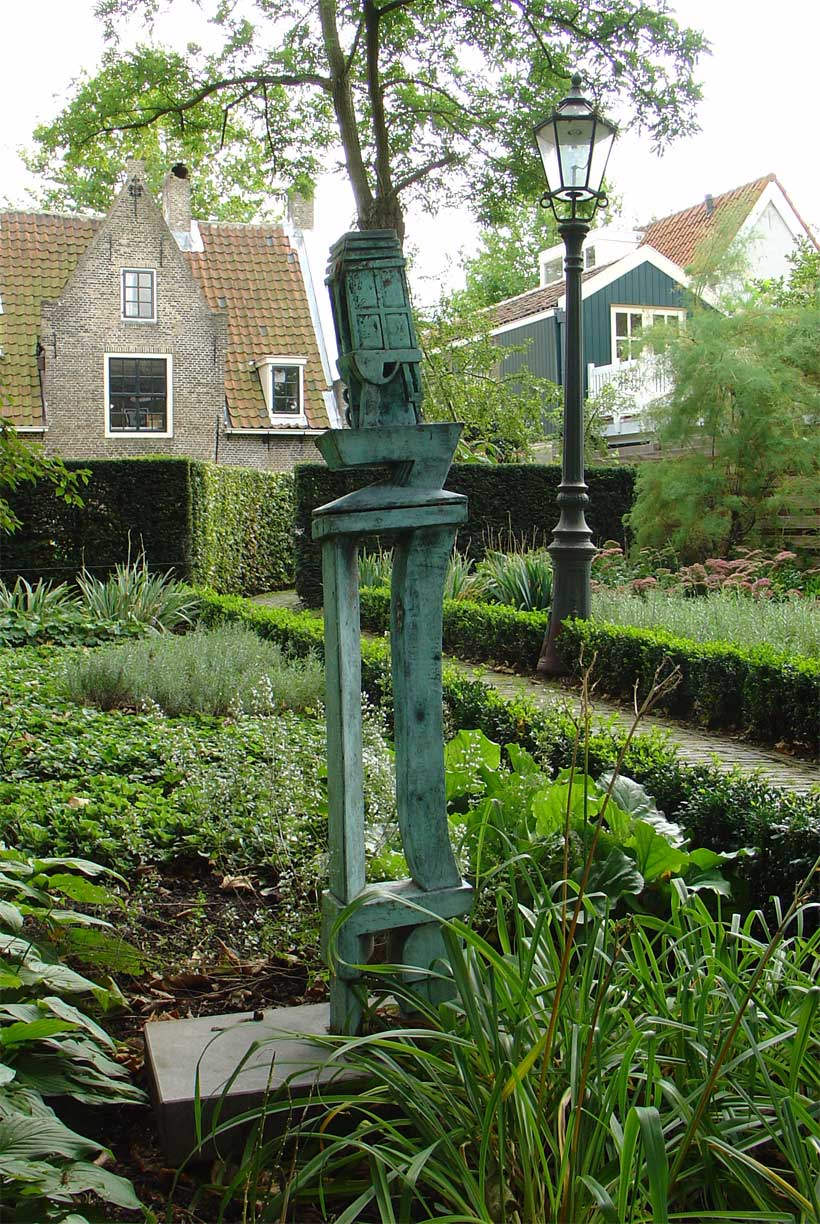
Le coeur etc. – Eduard Wind
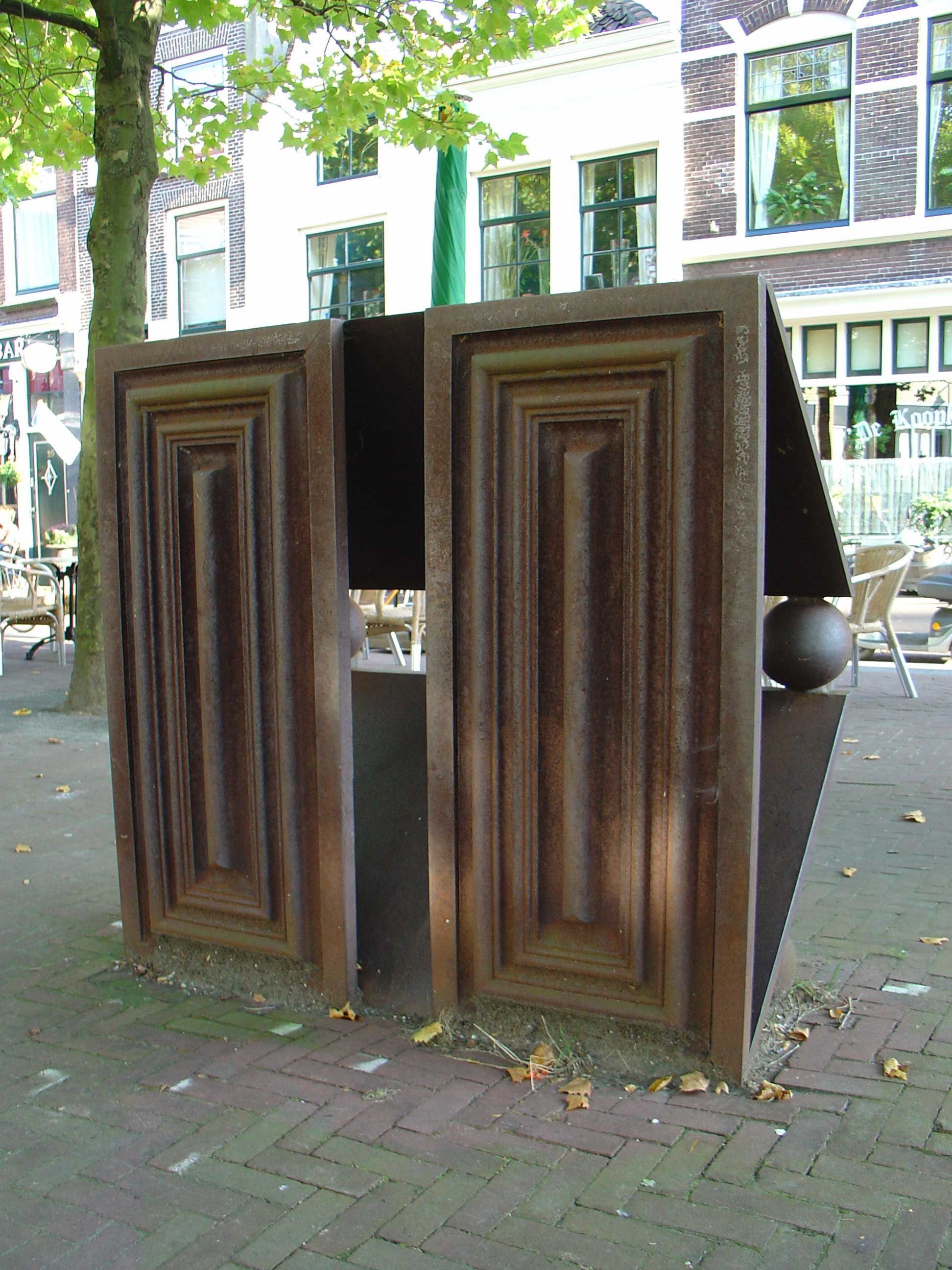
Ohne Titel – Karien Vervoort
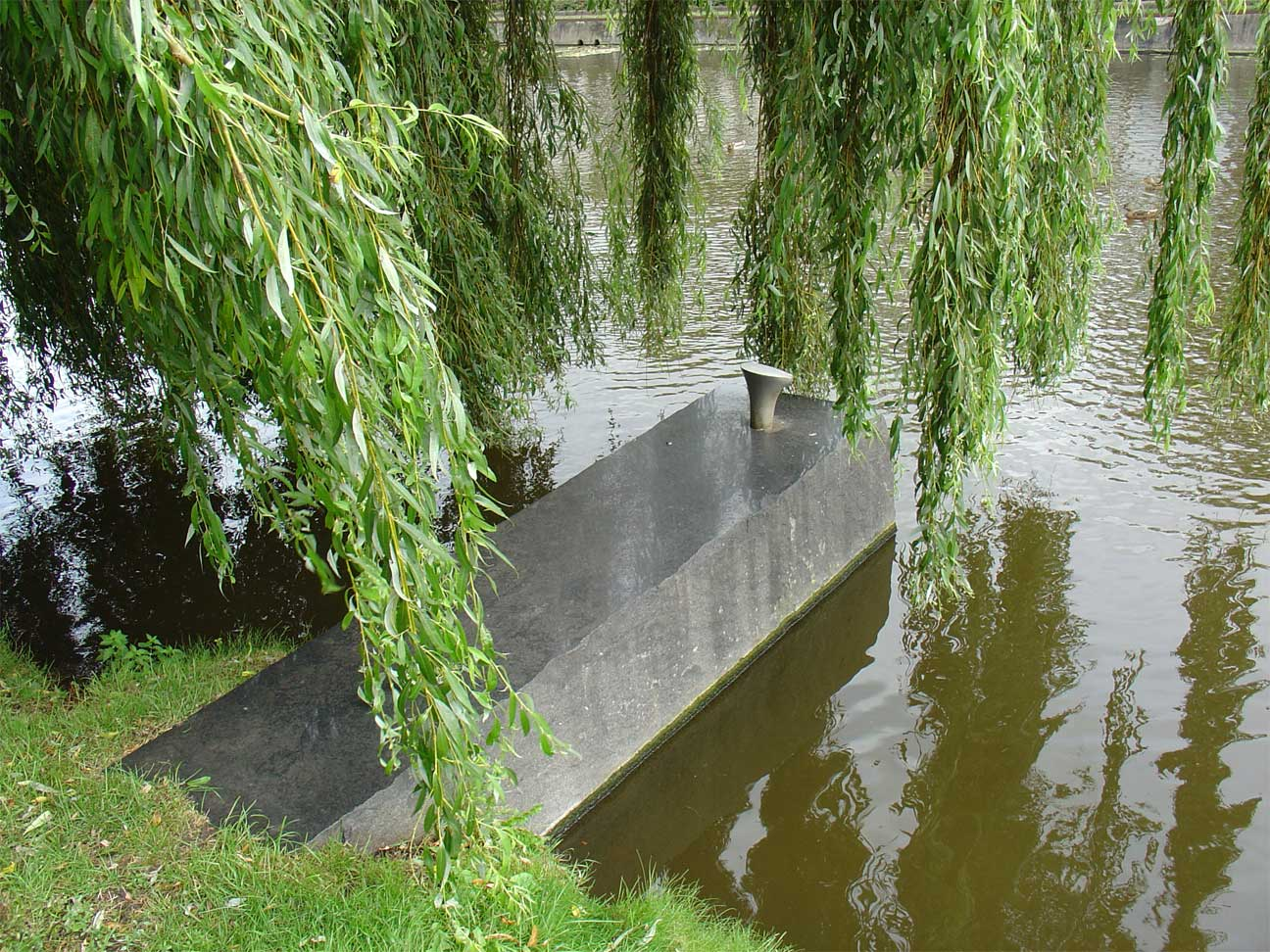
Ohne Titel – Roberto Ruggiu
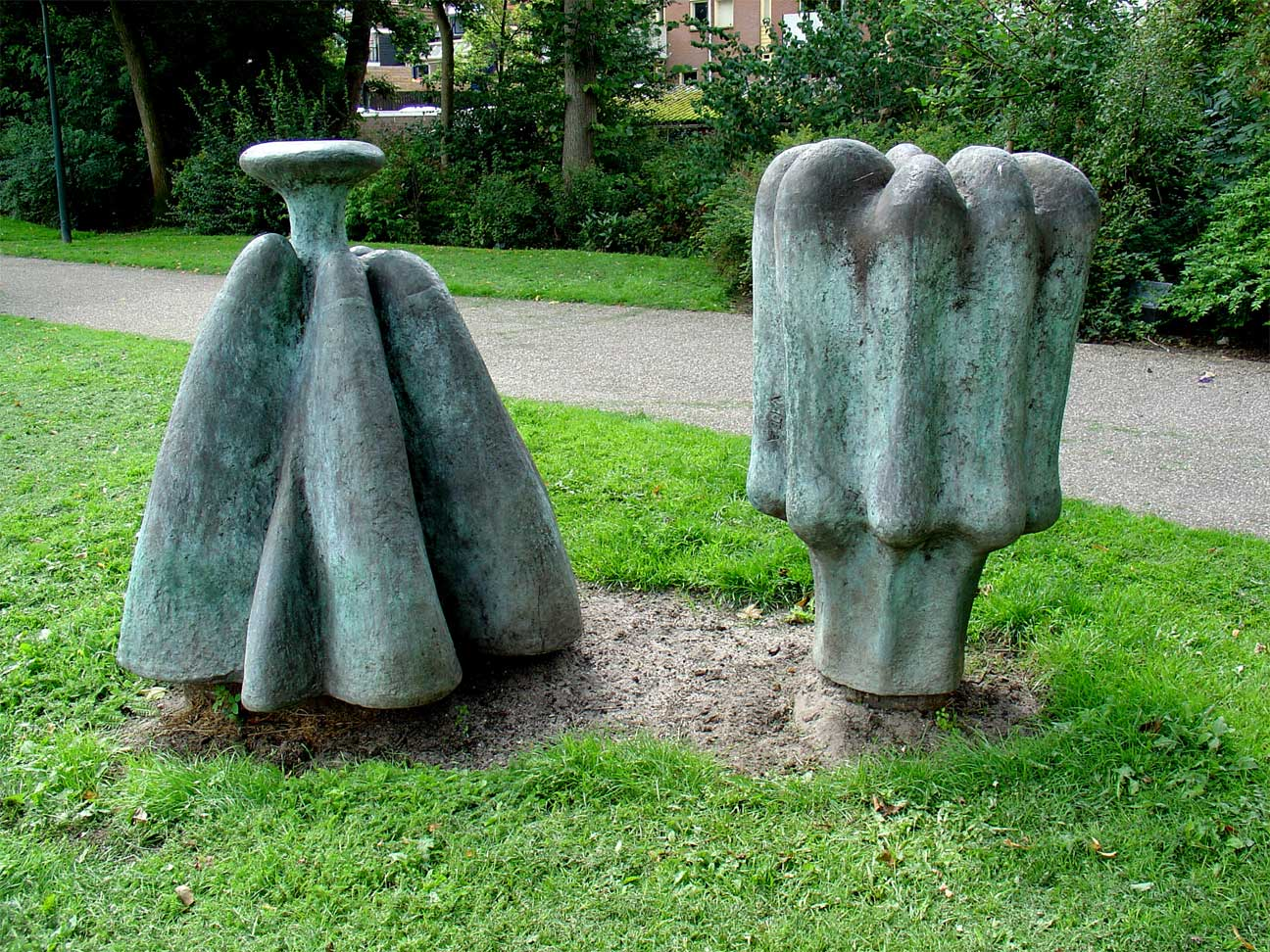
Vita – Louise Schouwenberg
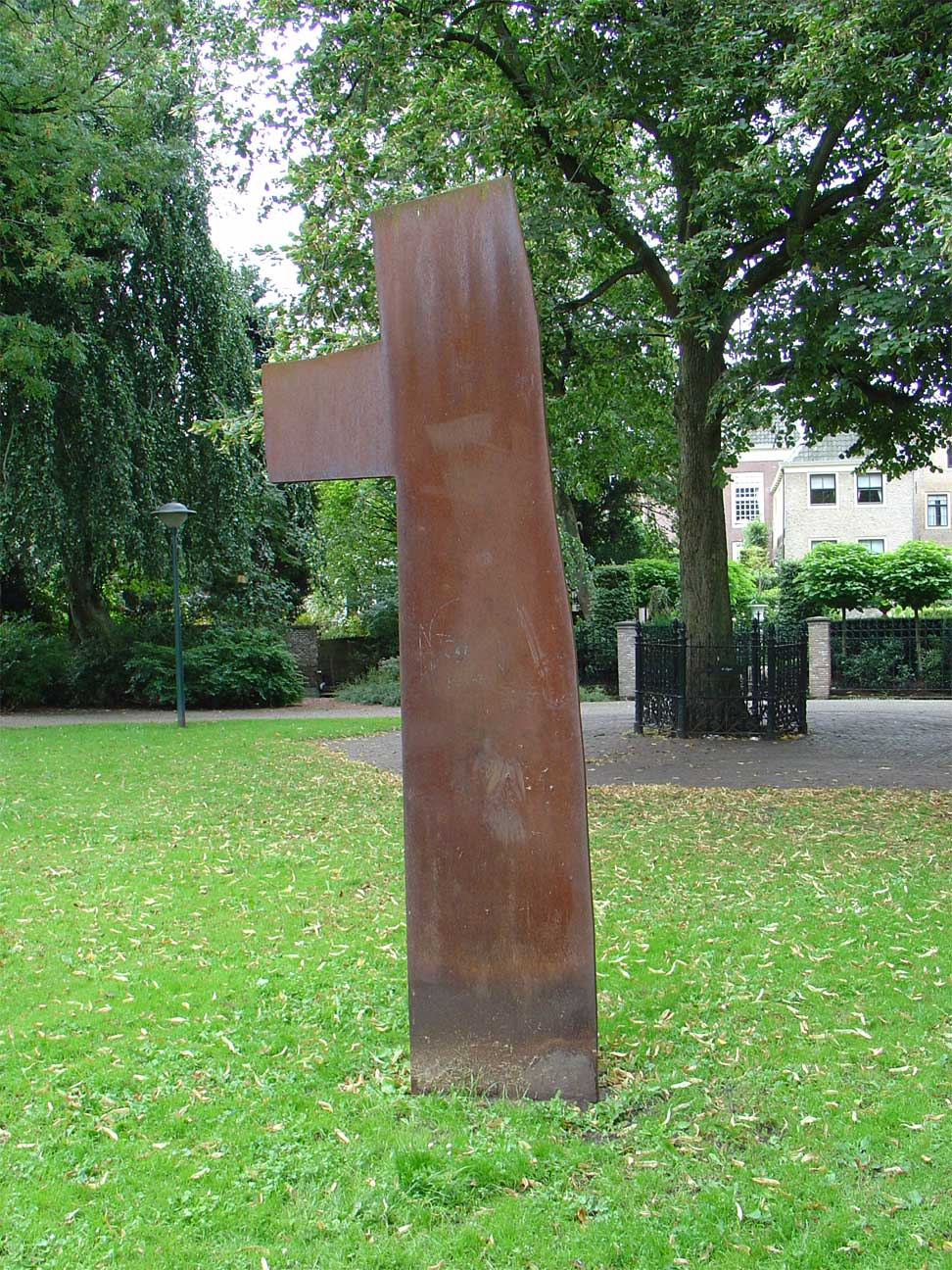
Ohne Titel – Frank Mandersloot
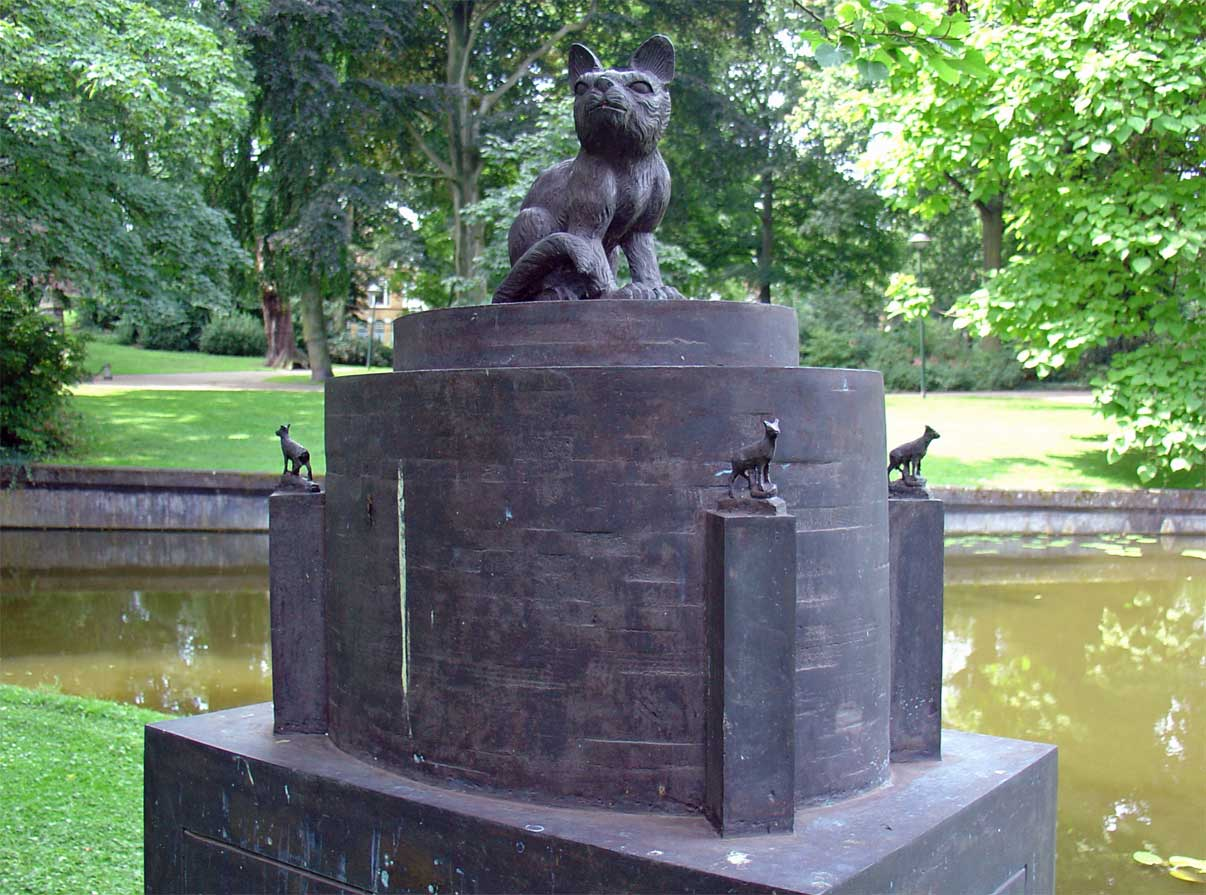
Kat – Steef Roothaan
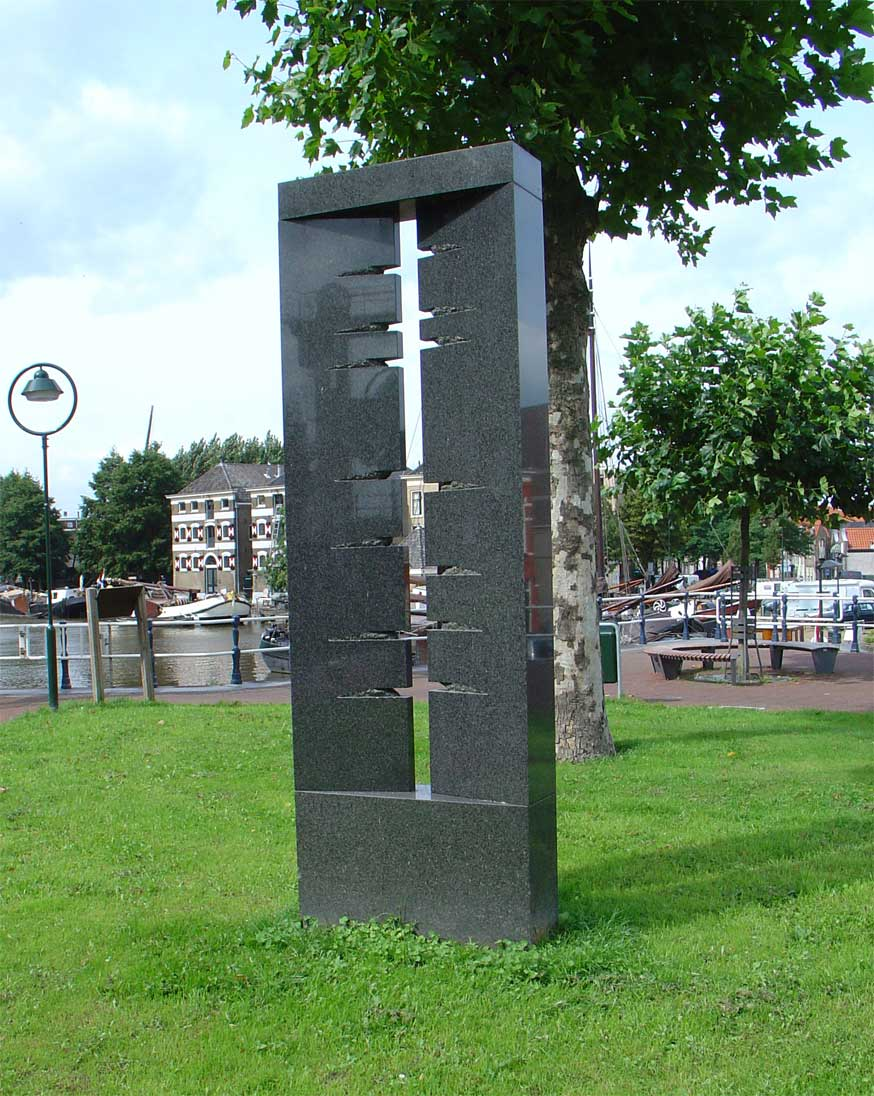
Ohne Titel – Sjaak van Rhijn
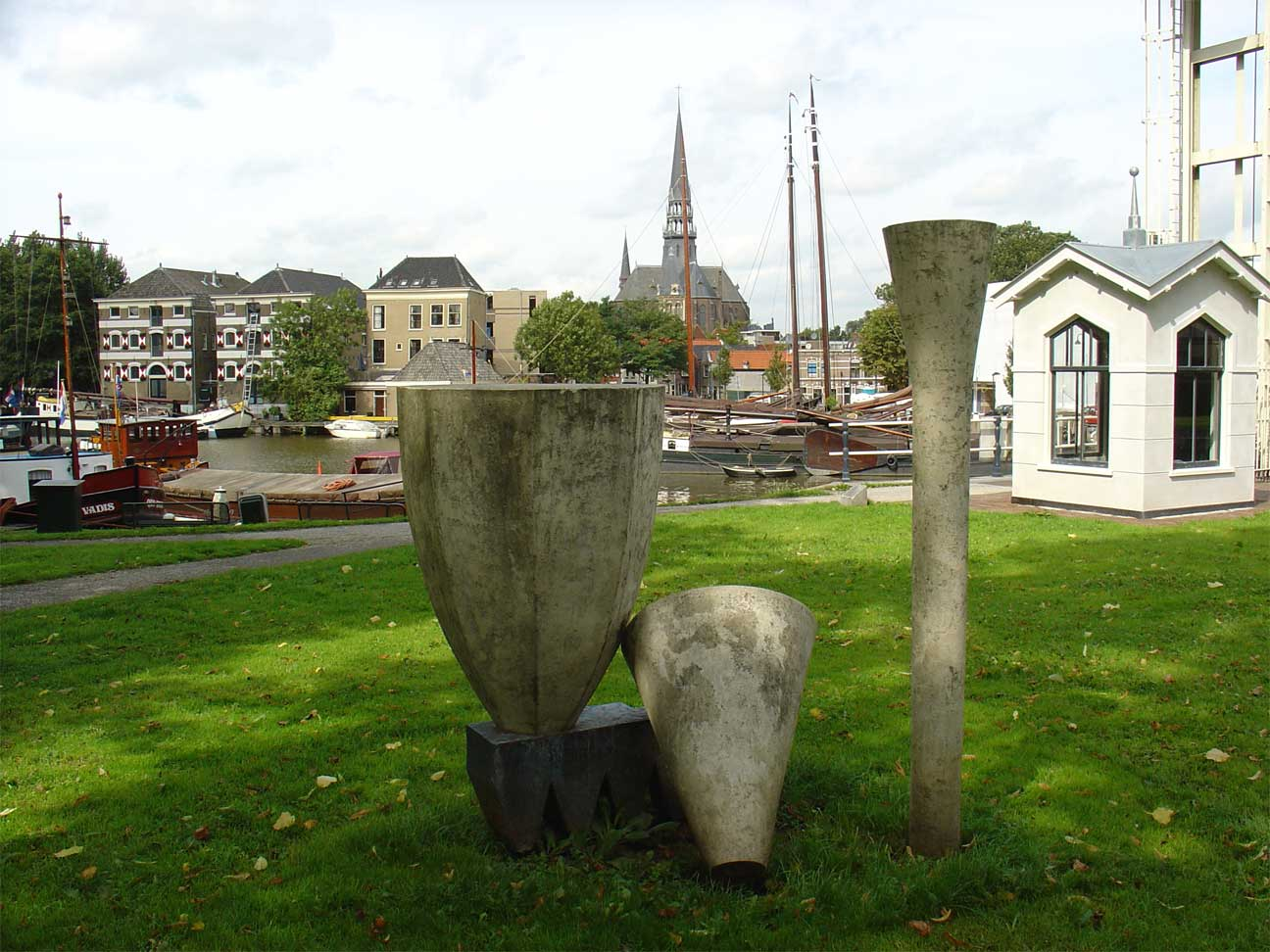
Een laatste confrontatie – Hans Tutert
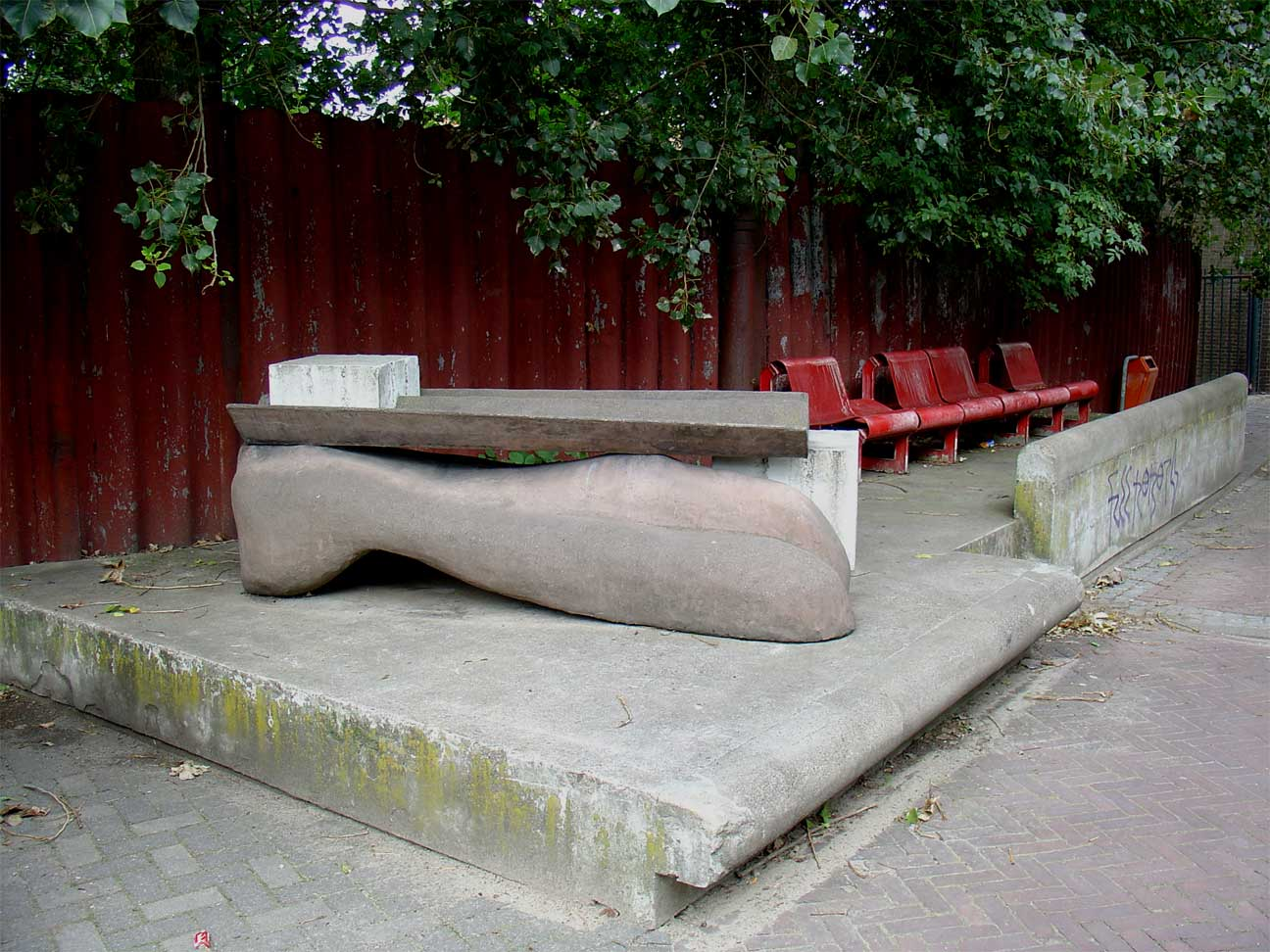
Ohne Titel – Arjanne van der Spek